# Дружество за американска археология
Дружеството за американска археология (на английски: Society for American Archaeology/SAA) е международна организация на професионални археолози, ангажирани в изследването, тълкуването и опазването на археологическото наследство на Северна и Южна Америка. Основана е през 1934 година. Нейно седалище е град Вашингтон, а настоящ президент е Joe E. Watkins. Съвместно с издателството на Кеймбриджкия университет издава няколко научни списания („Advances in Archaeological Practice“, „American Antiquity“, „Latin American Antiquity“ и др.). Списанието American Antiquity е водещо в американската археология.